# شامبينيول (أور)
شامبينيول (بالفرنسية: Champignolles) هي بلدية فرنسية تقع في إقليم أور في منطقة نرمندية. 